# Chlorochaeta aporia
Chlorochaeta aporia är en fjärilsart som beskrevs av Louis Beethoven Prout 1916. Chlorochaeta aporia ingår i släktet Chlorochaeta och familjen mätare. Inga underarter finns listade i Catalogue of Life.